# Distrikt Chalcos
Der Distrikt Chalcos liegt in der Provinz Sucre in der Region Ayacucho in Südzentral-Peru. Der Distrikt wurde am 3. März 1928 gegründet. Er besitzt eine Fläche von 54,9 km². Beim Zensus 2017 wurden 506 Einwohner gezählt. Im Jahr 1993 lag die Einwohnerzahl bei 809, im Jahr 2007 bei 721. Sitz der Distriktverwaltung ist die 3645 m hoch gelegene Ortschaft Chalcos mit 243 Einwohnern (Stand 2017). Chalcos liegt 20 km nordnordöstlich der Provinzhauptstadt Querobamba.

## Geographische Lage
Der Distrikt Chalcos liegt im Andenhochland im Norden der Provinz Sucre. Der Distrikt wird im Westen von dem nach Norden strömenden Río Pampas, im Osten von dessen nach Norden fließenden Nebenfluss Río Chicha begrenzt.
Der Distrikt Chalcos grenzt im Südosten an den Distrikt Chilcayoc, im Südwesten an den Distrikt Querobamba, im Westen an die Distrikte Independencia und Accomarca (beide in der Provinz Vilcas Huamán), im Norden an den Distrikt Belén sowie im Osten an den Distrikt San Antonio de Cachi (Provinz Andahuaylas).

## Ortschaften
Neben dem Hauptort gibt es folgende größere Ortschaften im Distrikt:
- Ayalca
- Ccochanccay
- Corralpata
- Pamparca